# 안경영원속
안경영원속(학명: Salamandrina)은 도롱뇽목 영원과에 속하는 1아과 1속 2종으로 이루어진 양서류 무리이다. 이탈리아 토산종으로 분포 지역이 좁은 편이다. 화석 기록상 마이오세와 플리오세에는 스페인·독일·헝가리·그리스에도 서식했던 흔적이 남아 있다.

## 하위 종
- 남방안경영원 (S.terdigitata)
- 북방안경영원 (S. perspicillata)